# Арнемеција
Арнемеција (лат. Arnemetia) је у гало-римској митологији била водена богиња.

## Етимологија
Њено име има исте корене у келтику као и nemeton што значи "свети гај". Због тога се њено име тумачи као: „она која обитава у светом гају“.

## Култ
Арнемецијино светилиште је било у Аква Арнемеција, данашњем Бакстону у Енглеској. Пре римских освајања Енглеске поштована је од стране Коританаца (Coritani, Corieltauvi), древног племена са британских острва, а касније је прихваћена и у заједничком гало-римском култу.

## Историјски остаци

### Светилиште
Остаци светилишта су скромни, остао је само под храма који је први пут проучаван 1787.
Храм је био сачињен од камених плоча повезаних глином, и према остацима је био 6,80m широк и 14m дуг. 
Даља испитивања су довела до закључка да је остатак храма био од дрвене грађе.
Сам храм је био позициониран према лековитом извору, удаљен од њега 80 стопа (око 24 метра).